# 스즈미야 하루히 (캐릭터)
스즈미야 하루히(일본어: 涼宮 ハルヒ)는 타니가와 나가루가 집필한 《스즈미야 하루히 시리즈》의 등장인물이다. 시리즈 제목은 하루히의 이름을 땄지만서도, 정작 주인공은 쿈이다. 자신은 자각하지 못하지만, 자신이 원하는 대로 현실을 바꾸고, 파괴하고, 재창조하는 능력을 가지고 있다. 타니가와의 인터뷰에서는 21세기 초반 어느 밤을 새다가 영감을 받았다고 한다.
아름답지만, 괴짜에 독불장군인 고등학교 학생으로 하루히는 일반적이거나 평범한 것들을 무시하며 초자연적인 현상이나 미스터리한 현상들에 관심을 보인다. 고등학교까지 왔는데도 진부한 동아리들 밖에 없다는 이유로 쿈, 나가토 유키, 아사히나 미쿠루, 코이즈미 이츠키를 모아 직접 SOS단을 결성하게 된다. 역설적으로 이 단체와 멤버들은 하루히의 능력이 불러오는 사건들에 의해 휘말리게 된다.

## 외모
하루히는 하얀 피부색에 갈색 눈동자와 갈색의 머리카락을 가지고 있다. 시리즈 초반에는 허리까지 내려오는 긴 머리를 하고 있었고 요일에 따라 머리 스타일을 바꾸곤 했다. 쿈과의 대화를 가진 이후 어깨 위로 오는 정도로 머리카락을 잘랐다. 하루히는 항상 노란-오렌지색의 머리띠를 하고있는데 무슨 컨셉인지는 아무도 알 수 없다. 스즈미야 하루히의 소실 에서는 긴 머리의 하루히가 등장한다. 학교내에서든 밖에서는 SOS단과 함께라면 종종 단장이라고 쓰여진 빨간 완장을 찬 모습으로 발견된다. 그렇다. 단장 증후군이다. 스타크래프트를 했다면 단장의 능선을 즐겨 플레이 했을것이다.

## 캐릭터 설정
하루히나 하루히 가족의 기원에 대해서는 알려진게 잘 없는데 직접적으로 언급된건 가족과 함께 야구장에 갔다는 에피소드 뿐이다. 이 사건 이전에 하루히는 자신의 삶이 재미있고 특별했다고 생각했지만, 야구장의 수많은 관중들을 보니 자신은 1억명을 넘는 일본인들중 하나일 뿐이고 특별하다고 생각했던 나날들 또한 평범한 일상에 지나지 않았다고 결론지으며 우울에 빠지게 된다. 그러면서도 이 세계 어딘가에는 정말로 재미있고 독창적이며 신나는 삶을 사는 사람이 한명은 있을 것이라 생각했고 스스로 그 한명이 되고싶어하던 욕망이 미스터리한것들을 찾아다니는 하루히로 만들어버렸다.
중학교에서는 운동장에 상형문자를 그린다던지, 책상을 모두 복도로 빼낸다던지, 고백하는 남자들마다 곧바로 차버린다던지등의 괴짜행각으로 유명해졌다. 여기에는 만나는 사람들이 하나같이 지루했다는 설명도 붙는데, 최단기록은 5분이었다.
고등학교 입학후 진짜 주인공 쿈을 만나며 인생의 전환점을 맞이한다. 의외로 하루히의 비상한 관심분야에 대해 진지하게 얘기해준건 쿈 뿐이었는데, 그 결과 재미있는 동아리가 없으면 직접 만들면 된다는 생각을 주입받아서 SOS단을 만들게 된다.

## 성격
하루히 심리 전문가 코이즈미와 쿈에 따르면 사실 하루히가 단순한 괴짜는 아니었다. 하루히는 영리하고, 운동신경이 좋으며, 뭐든지 타고난 재능이 있는 것처럼 잘 해낸다는 묘사가 있다. 여기에 활발하게 비일상을 찾아다니지만 빨리 지루해진다는 특성이 합쳐져서 모든 부활동에 체험입부했다가 나가는 일화도 만들어낸다. 시리즈 초반에는 흥미가 없는 모든 것에 차갑고 무심하게 대하는 모습을 보여주지만, 쿈과 만나게 된 이후 더 개방적이고 따뜻한 마음을 키우게 된다. 더 키우면 EBS 행복한 세상에 특별 에피소드로 방영되었겠지만 아쉽게도 3기가 안 나와버렸다.
SOS단의의 단장으로서 특이할 정도로 자기중심적인 모습을 보여준다. 쿈에 의하면 터무니없는 발상으로 SOS단 멤버들을 괴롭히는 악취미가 있다고 한다. 특히 아사히나 미쿠루는 강제로 메이드 코스프레녀로 키워지고, 컴퓨터 연구부를 협박해서 최첨단 컴퓨터와 랜선 설치를 강요한다든지, 인근 상점에서 카메라를 갈취하는 데에도 요긴하게 쓰인다.
경쟁적인 성격이 강해서 어느 승부든 시간 제약이나 난이도는 생각도 안하고 받아들인다. 꺾이지 않는 낙관주의와 자신만만함 때문에 거만해 보이기도 한다. 분명 승부를 좋아하는 영리한 학생이라는 컨셉이지만 항상 성급함 때문에 사건에 휘말리고 그것을 SOS단이 처리하는 식이다. 자신이 하는 말에 농담은 없다는데, 승부라느니 목표라느니에 내거는 조건은 항상 말도 안 되게 높으며 단장이든 단원이든 완벽이 아니면 안 된다고 말한다. 코이즈미는 이런 말도 안 되는 목표 뒤에는 쿈이라면 무엇이든 해낼것이다 라는 기대가 있기 때문이라 설명한다. 그 때문에 쿈은 하루히가 불공평하고 이기적이라고 불평한다.
주목을 끄는 것을 좋아하기 때문에 계획의 대부분은 SOS단의 악명을 높이고 평범하지 않은 일을 하는 것에서 시작한다. 평범하다고 생각되는 것들에 대해서는 조금도 신경쓰지 않는 습성이 있는데, 이 때문에 교실에서도 그냥 옷을 갈아입는 행동을 한다. 이에 대해서는 쿈을 만난 이후 자아와 성정체성이 형성되어서 개선되었다는 장면도 등장한다. 미쿠루에 관해서는 악덕포주 못지않게 변태적이고 강압적이다. 미쿠루의 모에성을 강조하며 그녀의 모에성을 최대한 활용하는 것이 미쿠루의 가치를 알아주는 방법이하고 주장하는데, 그 결과가 메이드, 바니 걸, 간호사 코스프레이다. 시리즈 후반에서 미쿠루는 이 가학성에 눈을 떠서 시키지 않아도 전문 메이드 코스프레녀가 되기 위해 노력하고있다.
자신의 약점을 숨기려는 경향이 있는데 쿈과 단 둘이 있을 때만 이런 불안감을 표현한다. 영화 상영회 이후 문화제에서 나가토 유키와 함께 ENOZ 밴드를 도와 공연을 해준것에 대해 감사를 받았을 때에는 당황하는 모습도 보여주었다. 쿈이 지적하듯, 하루히의 유별난 성격 때문에 하루히가 한 일에 대해 고마움을 표시받은 일이 적기 때문이다.
하루히는 초자연적인 현상이나 외계 생명체를 찾는데에 무지막지한 노력을 퍼붓지만, 사실 내면에는 뉴턴 뺨치고 데카르트 엎어치는 이성을 가지고 있다. 분명 초자연적인 사건은 있다고 믿으면서도 다른 한편으로는 이 세계에 그런일이 있을수가 없다는것을 알고 있다고 정신과 의사 김 코이즈미씨가 분석했다. 예를 들어 시리즈 시작 3년전의 칠석날에는 외계 생명체와의 접촉을 위해 신호를 보낸적이 있으면서도, 정작 쿈이 외계인이나 시간여행자나 초능력자가 SOS단에 있다고 술술 불으니까 현실이 그렇게 편할리가 있냐며 가까운 정신병원 전화번호를 건내준다. 그런데도 불구하고 정작 폐쇄공간에서 시퍼런 거인을 만났을 때는 철썩같이 현실이라고 믿어버린다. 하나만 정하자 하루히짱... 슈뢰딩거의 양자중첩을 온몸으로 보여주는듯한 이런 정신세계 덕분에 코이즈미가 말하기를, 나가토나 미쿠루나 자기 자신이 하루히에게서 정체를 숨기는 이유는 하루히가 이 사실을 확인하는 순간 초능력자나 우주인의 존재가 범 우주적 사실이 될것이기 때문이라고 한다.
물론 하루히 정신분열증 가설은 코이즈미의 주장이고 나가토나 미쿠루 역시 각각의 가설을 가지고 있다는 설정이다. 그렇긴 한데 작가가 딱히 아이디어가 없었던건지 다른 둘의 가설이 뭔지는 우물쭈물 얼버무리다가 끝난다.
SOS단원들에게 각별한 애정을 가지고 있는데, 쿈에게 단장의 자리를 그 누구에게도 넘겨줄 생각이 없다고 말했다. 졸업해도 단장님으로 남는 것일까 궁금했지만 이번에는 시리즈 완결이 안나버렸다. SOS단의 부흥을 위해서 성심껏 주변인을 부려먹는데, 문예부도 탈취하고, 쿈을 시켜 웹사이트도 만들고, 단원 한명마다 컴퓨터도 한대씩 강탈해주고 야구경기도 우승하고, 여름방학 뺑뺑이도 돌리고 못하는게 없다.
하루히의 직함이 바뀐 때가 있는데, 아사히나 미쿠루의 모험 촬영중에는 초감독으로 전직했다.

## 하루히즘
원작 소설 "스즈미야 하루히의 우울"에서 코이즈미가 쿈에게 하는 말 중,
"말하자면 그녀는 미완성의 신이에요. 자유자재로 세계를 조종할 정도까지는 못 되지요. 다만 아직 채 발달하지 않은 상태임에도 그 힘의 단편들을 보여주고는 있습니다."
라고 말한 것에서 팬 사이에서는 하루히 신을 믿는 신봉자가 생겨났다. 스즈미야 하루히에 대한 이러한 지지와 인기 덕분에 '하루히즘(Haruhiism: 하루히교, 하루히주의)'이라는 용어가 만들어지게 된다.
하루히즘은 스즈미야 하루히 시리즈의 엄청난 인기로 인한 여파를 의미하는 말로, 본격적으로 유행하게 된 2000년대 중반부터 오늘날까지 그 영향을 미치고 있다.

## 같이 보기
- 스즈미야 하루히의 등장인물 목록